# Jerry Sanders
Gerald Robert "Jerry" Sanders (Los Ángeles, 14 de julio de 1950) es un político republicano y exalcalde de San Diego, California, y ex jefe de policía.

## Personal
Sanders nació en 1950 en San Pedro (Los Ángeles, California). Él se graduó de la Universidad Estatal de San Diego y fue un miembro de la fraternidad Sigma Alpha Epsilon. Ahora Sanders vive en el barrio Kensington con su esposa Rana Sampson y sus dos hijas, Lisa y Jamie.

## Policía de San Diego
Durante su último año en la Universidad Estatal de San Diego, Jerry Sanders se convirtió en un oficial de policía del Departamento de Policía de San Diego. Él sirvió en el Departamento de Policía por 26 años, 1973–1999, sirviendo al final como jefe de policía desde 1993 hasta 1999. Él fue un comandante del Equipo SWAT de San Diego durante la Masacre del McDonald's de San Ysidro en 1984, en la cual dio como trágico resultado la muerte de 22 personas, por lo que se ganó el criticismo de la comunidad méxico-americana de la ciudad. Durante su mandato como jefe, él y el departamento de los empleados de adquirieron el reconocimiento nacional por su labor pionera con la comunidad y la policía, con la asistencia activa de la comunidad, alcanzado más del 40% de disminución de criminalidad durante un período de seis años que dirigió el departamento. También re-organizó el departamento, por lo que pudo ser más sensible a la comunidad, llegar a los barrios, y la utilización de más de 1000 voluntarios para hacer frente a las necesidades sobre la seguridad pública de San Diego.

## Alcalde
Jerry Sanders fue elegido alcalde de la ciudad en unas elecciones especiales el 8 de noviembre de 2005, al recibir el 54% de los votos contra la concejal de la ciudad,  Donna Frye. Sanders fue el primer alcalde bajo el nuevo  "fuerte gobierno de alcaldías". Él es un miembro de la Coalición de Alcaldes contra las Armas Ilegales, una organización formada en 2006 y copresidida por el alcalde de la Ciudad de Nueva York Michael Bloomberg y el alcalde de Boston Thomas Menino. Él nombró a Ronne Froman como el jefe de Estado Mayor.
El 19 de septiembre de 2007, Sanders abruptamente revirtió su oposición a los matrimonios del mismo sexo antes de firmar la resolución para el Ayuntamiento de la Ciudad que ayudó que revocaba la prohibición del estado para las bodas de las parejas del mismo sexo. Dio un discurso en él que explicaba que no podía decirle a su hija Lisa, que es gay, que su relación con su pareja no era tan importante como el de una pareja heterosexual y que él había "decidido seguir con mi corazón... a tomar una posición en nombre de la igualdad y la justicia social."
Sanders ganó la reelección sobre su contricante Steve Francis en 2008. El 24 de abril Jerry Sanders fue citado en el San Diego Tribune al reconocer que había dicho "Vete a la mierda, Steve" a Francis durante un apretón de manos iniciado por Francis en un foro de candidatos.
El 25 de octubre, el abogado de la ciudad Michael Aguirre hizo una conferencia de prensa donde él criticó a Sanders por no hacer no hacer frente a la fuerte crisis de pensiones de San Diego.